# Promastigot

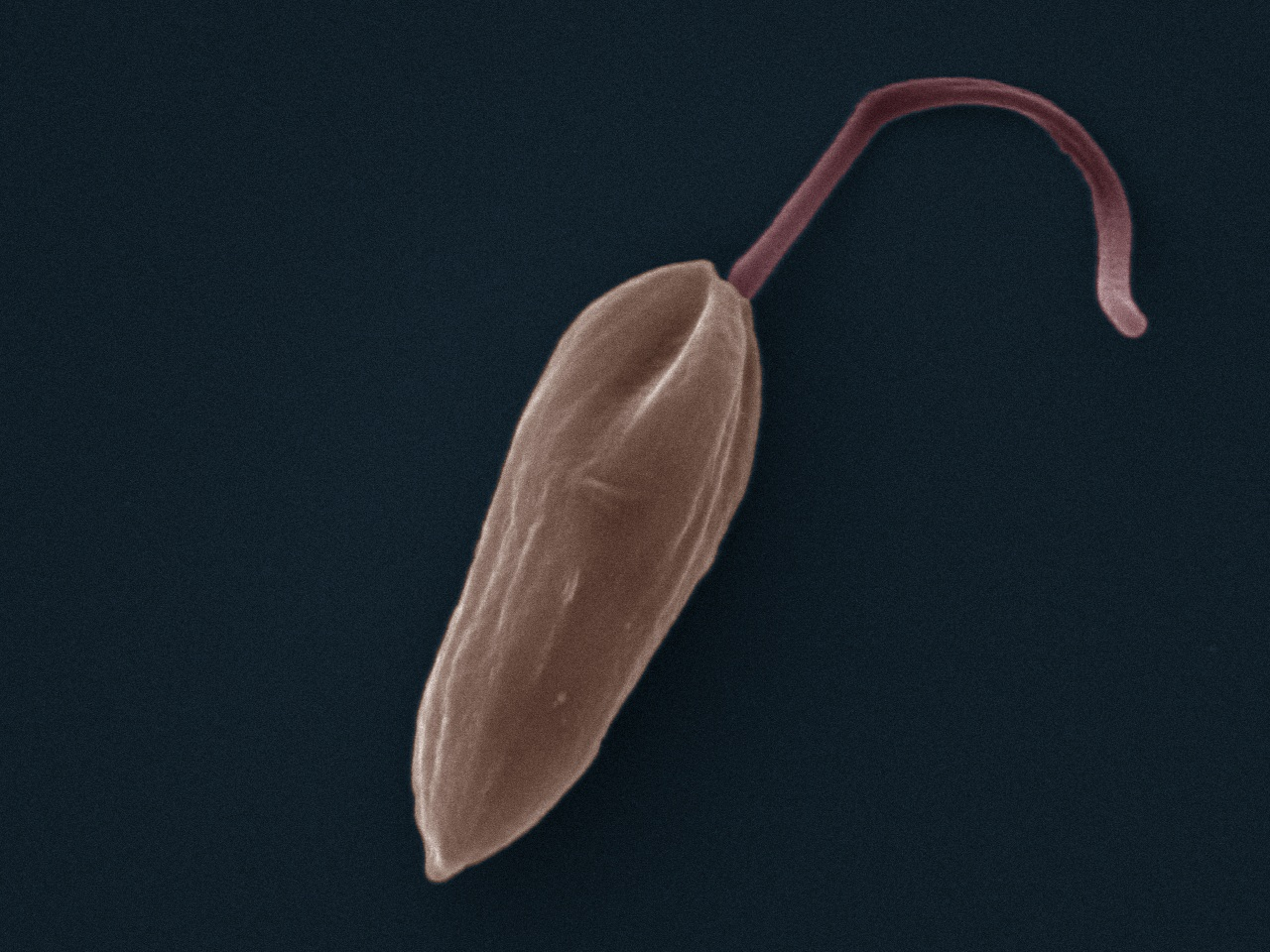
Promastigote Form von Leishmania mexicana

Als promastigot bezeichnet man Kinetoplastea, bei denen die Geißel am Vorderende einer länglichen Zelle entspringt und nicht dem Zellkörper seitlich anliegt. Der Kinetoplast liegt entsprechend ebenfalls am vorderen Zellende.